# Martin Pollich

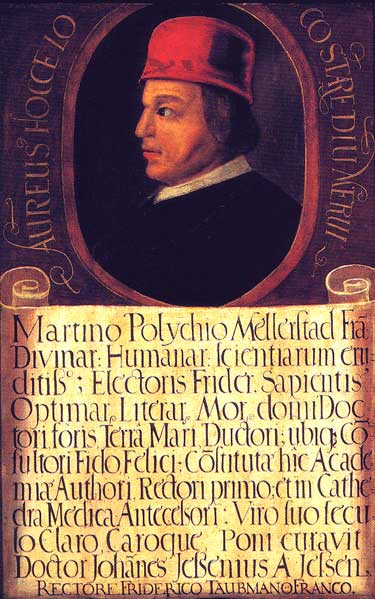
Porträt Öl auf Holz, Ende des 16. Jahrhunderts von Jan Jessenius veranlasst.

Martin Pollich (auch Polich und latinisiert Martinus Polichius, auch einfach Mellerstadt genannt, * um 1455 in Mellrichstadt; † 27. Dezember 1513 in Wittenberg) war Philosoph, Astrologe, Mediziner, Theologe und Gründungsrektor der Universität Wittenberg.

## Leben

### Leipziger Zeit
Martin Pollich, Sohn der Dorothea Mültner († 1492), wurde im Sommer 1470 an der Universität Leipzig eingeschrieben, erwarb nach knapp zweijährigem Studium 1472 das Baccalariat und im Wintersemester 1475 die Magisterwürde und hielt anschließend Vorlesungen über die logischen Schriften des Aristoteles, wobei er der thomistischen Schule folgte. Dann widmete er sich der Astrologie und Medizin. Für das Erzbistum Magdeburg unternahm er 1476 eine Reise nach Rom und begann anschließend ein Medizinstudium. 1482 ist er als Licentiat bezeugt, vor 1486 wurde er (vermutlich in Mainz) zum Doktor der Medizin promoviert.
1482 wurde er als Leibarzt des Kurprinzen Friedrich des Weisen erwähnt. 1486 war er Vizekanzler der Universität Leipzig. Obwohl er der Astrologie skeptisch gegenüberstand, widmete sich Pollich von 1482 bis 1490 astronomisch-astrologischen Jahresvorhersagen, wie die Practica Lipsensis, die 1484/85 Vorbild für die Practica ueber die stat augspurg seines Schülers Leonhard Seybold wurde. 1490 wurde er Mitglied der durch Konrad Celtis ins Leben gerufenen Sodalitas litteraria Rhenana, wo er Kontakte zu verschiedenen Persönlichkeiten wie Bohuslaw von Hassenstein aufbaute. In diesem Kreis erhielt er den Beinamen lux mundi (Leuchte der Welt). Vom 19. März bis zum 30. Oktober 1493 begleitete er Friedrich den Weisen auf einer Pilgerfahrt ins Heilige Land nach Jerusalem. Mit ihm unternahm Pollich auch 1494 eine Reise nach Holland, um die dortigen „Hohen Schulen“ zu besichtigen. Im selben Jahr wurde Pollich in den Rat der Medizinischen Fakultät der Universität Leipzig aufgenommen.
Als Ende des 15. Jahrhunderts in Europa die Syphilis grassierte, standen ihr die Ärzte ratlos gegenüber. Als 1497 eine Schrift des venezianischen Arztes Niccolò Leoniceno mit der überkommenen Vorstellung brach, dass die Konstellation der Planeten die Gesundheit beeinflusste, und stattdessen Wege zu einer rationellen Bekämpfung der Franzosenpest, wie sie damals genannt wurde, wies, nahm Pollich diese Schrift als Textgrundlage in seinen Unterricht auf. Als 1498 sein Kollege in der medizinischen Fakultät Simon Pistoris Thesen gegen Leoniceno und Pollich aufstellte, entspann sich ein Gelehrtenstreit, aus dem Pollich zwar als Sieger hervorging, jedoch Anfeindungen aus dem scholastischen Lager erntete, dem er selbst angehört hatte.
Sein einstiger Schüler und Freund, der Theologieprofessor Konrad Wimpina, forderte ihn 1500 mit der Streitschrift Poesie über die neue humanistische Richtung heraus. Pollich ließ sich darauf in eine erbitterte Auseinandersetzung über das Verhältnis der Theologie zur Dichtkunst ein. In den Werken Apologetius und Palillogia hatte sich Wimpina an einen unbekannten humanistischen Literaten gewandt, den er beschuldigte, in seinen Gedichten die Poesie über die Theologie zu heben. Es folgte eine für Pollich wenig förderliche literarische Fehde, und so konnte er in Leipzig seine neuen Ideen nicht durchsetzten.

### Wittenberger Zeit
Der Streit um die Syphilis war die Ursache, dass sich Pollich seinem Dienstherrn Friedrich dem Weisen zuwandte und es 1502 zur Gründung der Universität Wittenberg kam. Pollich widmete sich mit großem Eifer dem Aufbau der Hochschule. Für die medizinische Fakultät warb er Hermann von dem Busche. Für die theologische Fakultät konnte er Hermann Kaiser gewinnen. Somit wurde Pollich Gründungsrektor und zur ersten Stütze der neuen Universität. Die andere Stütze war der Gründungsdekan der theologischen Fakultät, Johann von Staupitz. Durch seinen Einfluss wurden Siegmund Epp, der Gründungsdekan der Artisten und Wolfgang Strählin, der Gründungsdekan der Juristen, an die Universität gezogen.
Um Studenten für die Universität Wittenberg zu gewinnen, ließ Friedrich der Weise Handzettel verteilen, in denen der Erlass der Studiengebühren für drei Jahre verkündet wurde. Zudem verhieß der Kurfürst nach italienischem Vorbild die rechtliche Gleichstellung der Wittenberger Studenten mit Adligen. Aus allen Teilen Europas strömten Studenten nach Wittenberg. Pollich, der zeitlebens Vizekanzler der Universität blieb, hielt Vorlesungen an der medizinischen, philologischen und theologischen Fakultät, kümmerte sich um die Lebensmittelversorgung der Studenten und um die Einrichtung einer Universitätsdruckerei und gründete 1508 eine Apotheke. 1503 wurde er an der theologischen Fakultät als erster zum Doktor promoviert. Bereits 1508 machte er Bekanntschaft mit dem jungen Augustinermönch Martin Luther, der als Magister Artium von Staupitz auf die Dozentur der aristotelischen Ethik von Erfurt nach Wittenberg berufen wurde. Als dieser nach einem Aufenthalt in Rom 1512 die Nachfolge von Staupitz antrat, war Pollich von Luthers Begabung überzeugt und sagte vier Jahre vor dessen reformatorischem Auftreten über ihn: „Der Mönch wird alle Docktors irre machen, eine neue Lehr aufbringen, und die ganze römische Kirche reformieren, denn er legt sich auf der Propheten und Apostel Schrift, und stehe auf Jesu Christi Worte: Das kann keiner, weder mit Philosophie, noch Sophisterei, Skotisterei, Albertisterei, Thomisterei und dem ganzen Tartaret, umstoßen und niederfechten!“ Dies erlebte Pollich nicht mehr. Er verstarb am 27. Dezember 1513 und wurde in der Wittenberger Stadtkirche begraben. Ihm wurde dort ein Epitaph errichtet, dessen Text Georg Spalatin verfasste. Zum Gedenken an den einstigen Gründungsrektor befindet sich am Standort seines einstigen Wohnhauses eine Gedenktafel.

## Werke
- diverse Practicae (astronomisch-astrologische Jahresvorhersagen)
- Anathomia Mundini (um 1488 oder um 1493)
- Speculum medicine des Arnald von Villanova (um 1495)
- De complexione quid est et quot sunt (Leipzig ca. 1498)
- Defensio Leoniceniana (Magdeburg 1499)
- Castigationes in alabandicas declarationes domini Simonis Pistoris (Leipzig 1500)
- Poema natale cujusdam Flectorii principis Septentrionalis (Leipzig 1501)
- Responsio in superadditos errores Simonis Pistoris de malo Franco (Nürnberg 1501)
- Laconismos tumultuarius Martini Mellerstad ad illustrissimos saxonie Pri[n]cipes i[n] defensione[m] poetices [con]tra quenda[m] Theologu[m] editus. Leipzig 1502. (Digitalisat)
- Martinus Mellerstadt Polichi in Wimpinianas offensiones & denigrationes Sacre-Theologiae (Wittenberg 1503)
- Theoremata aurea pro studiosis philosophie et theologie iniciatis Thomistis (Wittenberg 1503)
- Exquisita cursu s physici collectanea (Leipzig 1514)